# ザハ・ハディッド
ザハ・ハディッド（ザハ・ハディド、ザハ・ハディードとも表記、アラビア語: زها حديد、アラビア語ラテン翻字: Zaha Hadid、1950年10月31日 - 2016年3月31日）は、イラク・バグダード出身、イギリスを拠点に活躍した建築家。

## 名前
ザハ（Zaha）はアラビア語でズハーと発音される名前で「輝き、壮麗さ；誇り、矜持」の意。
ハディッド（Hadid）はアラビア語でハディードと発音される男性名で「鉄」を意味。元々は曽祖父の名前で、それを家名代わりのラストネームとして用いているもの。

## 概要
現代建築における脱構築主義を代表する建築家の一人。キャリア初期は、コンテストに優勝しても、デザインが奇抜すぎて建築されなかったことも多いことから、「アンビルト（建たず）の女王」の異名を持っていた。しかし、近年では、建築技術の進歩により建築可能物件が増えてきている。3次元CADを用いコンピューテーショナルデザインやパラメトリックモデリングの手法を駆使し、従来にない曲線的なデザインを実現してきた。

## 経歴

### 事務所設立
ザハ・ハディッドはイラクの首都バグダードに産まれた。父は政治家でリベラル系政党の指導者だった。建築に対する関心は、イラク南部に残っているシュメール文明の遺跡を訪れたときに芽生えた。ハディッドは以下のように述懐している。「父は私たちをシュメールの都市を見せに連れて行きました」、「まずボートで、さらにもっと小さい葦でできた小舟で沼地にある村々を訪れました。その風景の美しさ－砂、水、葦、鳥たち、家々、そして人々が一緒くたになって流れてゆく－忘れたことはありません。私は現代的なやり方で同じ事をしようと、設計と都市設計の形態を発見－発明することだと思っていますが－しようとしています」
彼女は幼少期にカトリックが運営していたフランス語学校で学んだ。この学校はイスラム教徒であるザハやユダヤ教徒も共に机を並べるリベラルな雰囲気の学校だった。ベイルートのアメリカン・ユニバーシティで数学を学んだ。イラクでサッダーム・フセインが権力を握ると彼女の家族はイラクを脱出した。1972年にザハは渡英し、ロンドンの私立建築学校英国建築協会付属建築専門大学（AAスクール）で建築を学んだ。1977年に卒業するとAAスクールでの教師でもあったオランダ人建築家のレム・コールハースの設計会社「オフィス・オブ・メトロポリタン・アーキテクチャ」 (OMA) で働き始めた。1980年に独立して自分の事務所を構えた。

### 1983年以降

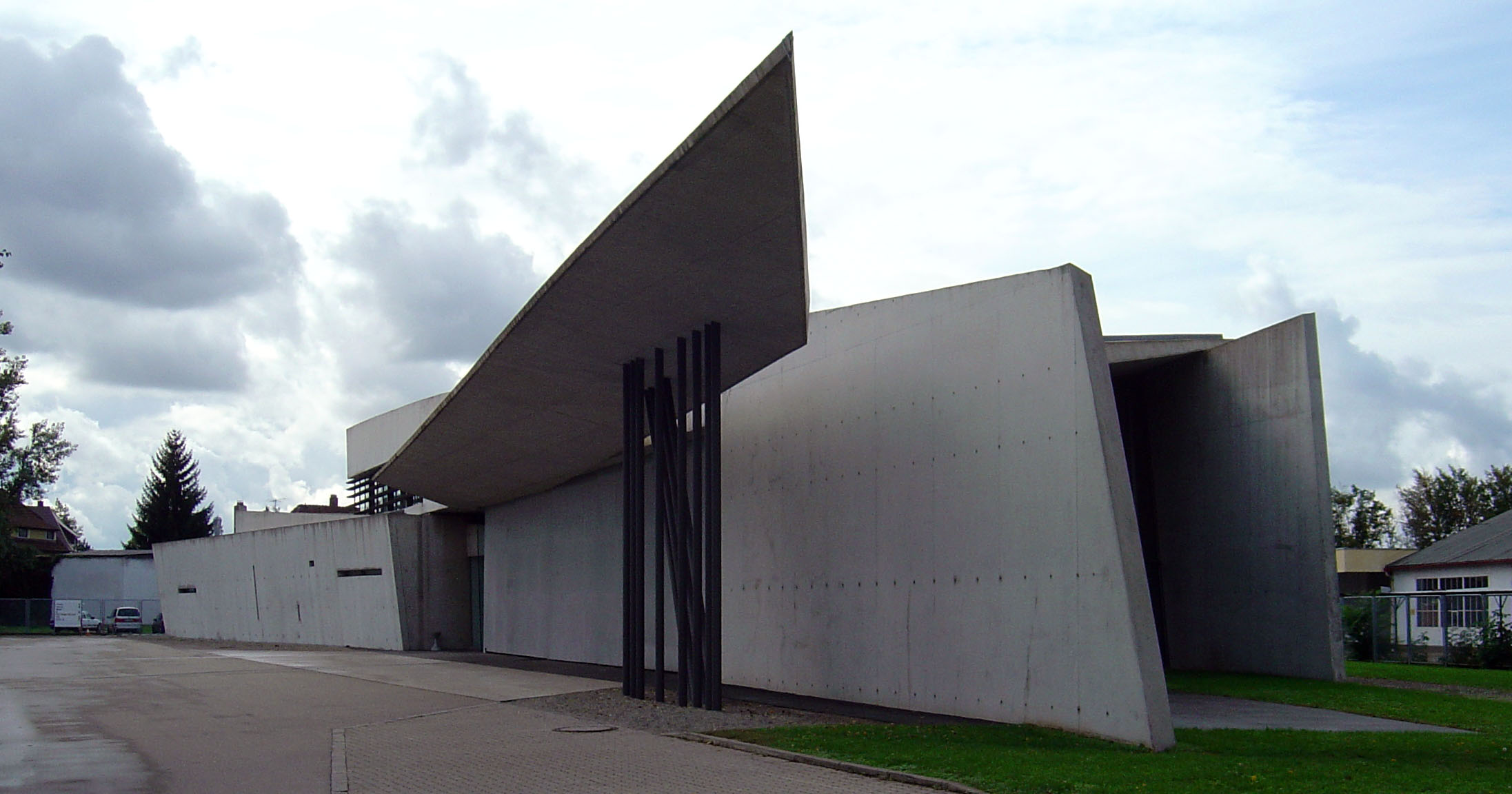
ヴィトラ社工場・消防ステーション

彼女の名が知られるようになったのは、1983年に行われたピーク・レジャー・クラブ の建築設計競技（コンペ）である。これは香港のビクトリア・ピーク山上に建設が予定されていた高級クラブのためのコンペで、ジョン・アンドリュース、ガブリエル・フォルモサ、磯崎新、アルフレッド・シウ、ロナルド・プーンが審査委員を務めた。磯崎の推薦により ザハが一等を獲得したが、爆発した建物の無数の破片が鋭い軌跡を宙に残しながら飛び交うような設計案は、コンペ勝利直後に事業者が倒産したことで実際に建設されることはなかった。1980年代にはハーバード大学、イリノイ大学シカゴ校、コロンビア大学（客員教授）などで教鞭をとったこともあり、1988年にニューヨーク近代美術館が主催した『脱構築主義者建築展』などでも注目されたが、独立後から十数年間は実現に至った建築は無かった。同年には、建築写真家の二川幸夫によって、日英表記の作品集が出版された。
1990年に札幌のモンスーン・レストラン の内装を手掛け、同年の大阪の国際花と緑の博覧会では他の脱構築主義建築家らとともにフォリーを手がけている。1993年から1994年の作品であるドイツのヴェイル・アム・ラインのヴィトラ消防署が、彼女にとって最初の実際に建設されたプロジェクトになった。これはスイスの家具・インテリア製造会社であるヴィトラの工場跡地に建設されたヴィトラ・デザイン・ミュージアムの一部であり、安藤忠雄のカンファレンス・パビリオン、アルヴァロ・シザのプロダクション・ホール、ジャン・プルーヴェのガソリンスタンド、バックミンスター・フラーのドームテント、ヘルツォーク&ド・ムーロンによるショップ・カフェを併設するショールームなどが隣接している。

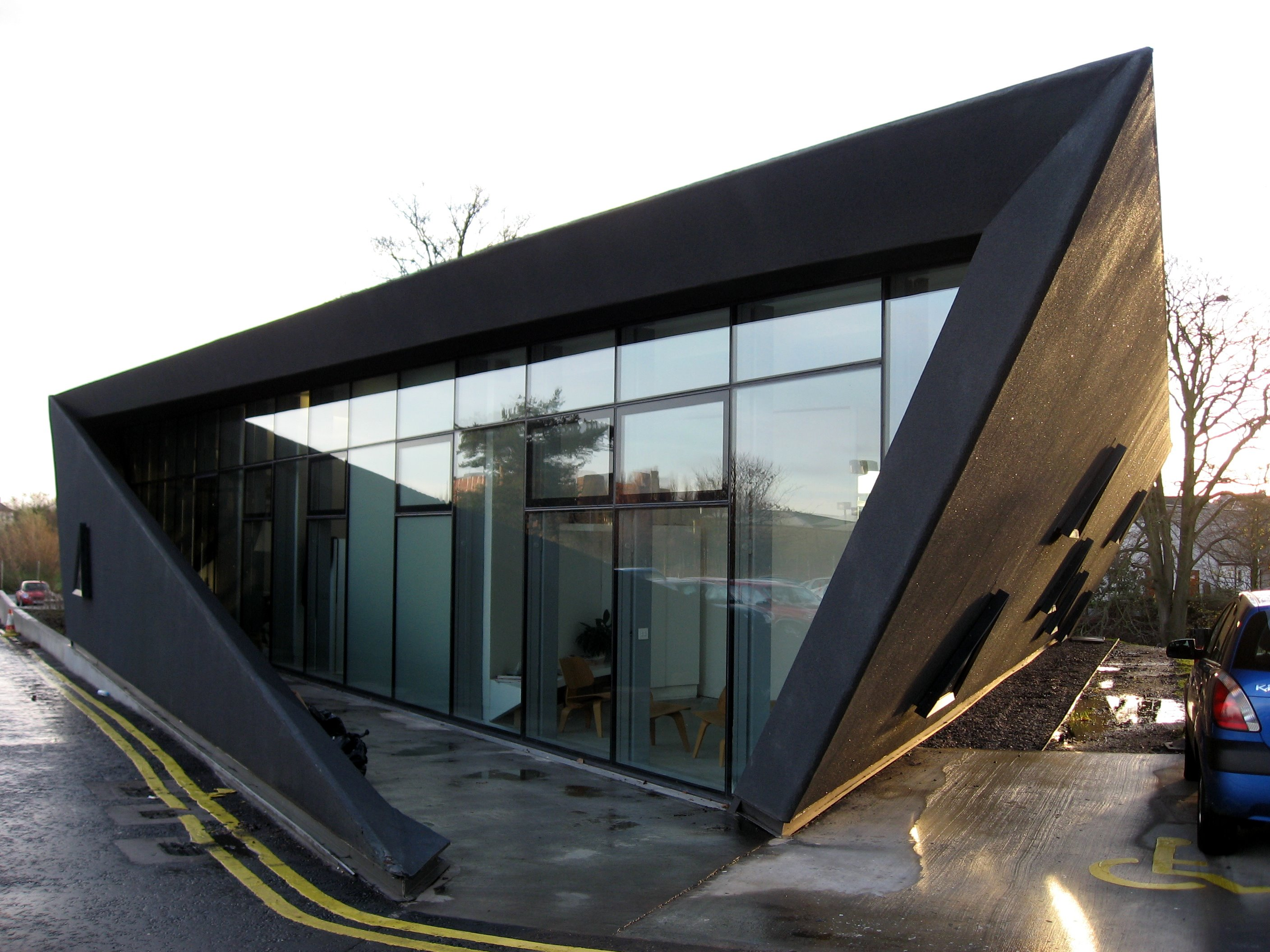
マギーがん福祉センター（英国初の永久構造物作品）

1994年にはウェールズの首府カーディフのカーディフ・ベイ・オペラハウス の設計コンペに勝利したが、保守的なチャールズ3世（当時皇太子）がメディアを通して伝統主義的建築の復興を訴えるキャンペーンを行なっていた影響もあり、コンペはやり直しになった。2度目の選考でもハディッドが勝利すると、資金提供を予定した国営クジ公社 は建築計画を中止した。2000年代になると、建築技術の進歩により建築可能な物件が増えている。2006年には事務所を構えるイギリスでガン患者の支援を行う団体であるマギーズ・センターズ のファイフにあるビクトリア病院内の事務所を設計しこれがイギリス初の建築された建築物であり、彼女の英国代表作となった。
以後は国際デザインコンペで多く勝利している。2002年、シンガポールの都市計画コンペで勝利し、2004年ロンドン五輪の水泳会場アクアティクス・センターを設計、2005年にはバーゼルの新カジノ建設計画のコンペも入賞した。2012年には日本の国立競技場のコンペで最優秀賞を受賞し、設計に当たることになった。しかし、初期概算見積もりの予算大幅超過が世論から問題視され、調整半ばで白紙撤回された（下記参照）。また、建築設計以外にも『ブリタニカ百科事典』の編集委員の一員になるなど、活躍の場を広げている。
建築における顕著な功績で2002年に大英帝国勲章コマンダー (CBE)、2012年に同デイム・コマンダー (DBE) を受章。2004年には女性初のプリツカー賞を受賞した。
インテリアの仕事も多く、ロンドンのミレニアム・ドームの『マインド・ゾーン』の内装設計などが有名であるほか、東京・原美術館におけるドイツ銀行コレクション展の展覧会場設計も行っていた。
2013年11月には2022年のFIFAワールドカップで使用されるカタールの新スタジアム「アル・ジャヌーブ・スタジアム」を設計した。この新スタジアムのコンセプトは、カタールの伝統的な漁船「ダウ船」をイメージし、見た目の美しさだけでなく、現地の強烈な日差しにも耐えられるよう工夫してつくられている。しかしデザインが発表されるとインターネット上では「女性器に似ている」として話題になった。これに対しザハ・ハディド側は米『タイム』誌に対し「彼らのナンセンスな意見には本当に戸惑っているの」「彼らが何て言っているかって？建物の穴が女性器に見えるってことばかりよ。ばかげているわ」と語っている。また「もし仮に男性が設計したのなら、こんな卑猥な比較はされなかったでしょう」と発言。だが大衆の意見は変わらず、米『ニューズウィーク』と合併したニュースサイト「デイリー・ビースト」で11月26日、「芸術作品の本質において、鑑賞者の反応は作家が伝えようとした意図と同様に重要である」と主張。最後には、「女性器に見えるという感想は誰も非難すべきものではない」と結んでいる。
2016年には女性建築家初のRIBAゴールドメダル受賞。3月31日、気管支炎の治療を受けていたマイアミの病院（Mount Sinai Medical Center）にて、心臓発作のため死去した。後日、London Central Mosqueにて追悼式が行われた。

## ザハ・ハディッド・アーキテクツ
1980年に独立して設立された自身の建築設計事務所である。1988年より建築家パトリック・シューマッハが共同代表として加わった。
ロンドンの旧小学校内に設立された。10年前までは1教室のみが彼女の事務所で、他の教室は賃貸にしていたが、学校全体を使用し、近隣にギャラリー兼オフィスがある。ハンブルクと中国にも分室を構え総勢430人、ロンドンでは250人が働いていた。。

## 日本国内での活動

### ニール・バレット青山店
2008年9月にザハ・ハディッド・アーキテクトのパトリック・シューマッハと共同でリニューアルオープンしたイタリアのファッションブランドであるニール・バレットの青山店の内装デザインを手がけた。ショップデザインに関しては初めての取り組みである。依頼者のニール・バレットは店舗デザインの依頼について、「浮かび上がるような存在感など、彼女のスタイルすべてが好きだったのです。」「今回のプロジェクトでも彼女とは何度も話し合いをしましたが、決して私の考えを押し付けるようなことはありませんでした。最初のスケッチを見て、これだ！と満足できた」 とインタビューに答えている。日本国内でザハ・ハディッドの建築物が見られる唯一の建築物であったが2013年8月18日で閉店した。

### 新国立競技場コンペ
2020東京五輪に使用予定で、当初は2019ラグビーW杯も行われる予定だった国立競技場の国際コンペが2012年に実施され、デザイン案が選ばれた。なお、最初はコンペへの参加に消極的だったとも言われる。
設計責任を負わないデザイン監修者として監修料13億円 で施主の日本スポーツ振興センター（JSC）と契約し、設計自体は日本の設計者が担当していった。
流線形が注目された一方で、主に初期見積りで3000億円という大幅な建設費が発表されると、デザインそのものを含めて批判が噴出していった。2013年11月に約25％縮小するも、年間維持費は約41億円に上るともいわれた。2014年に1625億円まで圧縮されたが、2015年には2520億円とされた。この予算超過について、デザインの複雑さなどがあげられたが、のちにザハ・ハディド事務所は、競争性に乏しい早期の施工者入札と、事務所はあくまでデザイン監修者のため建設業者との協働禁止、人件費高騰などが理由であるとしている。国際デザイン競技審査委員であった内藤廣もまた、施工者の非協力的姿勢とコストの枠組みの不透明性を挙げている。そもそも、規模は施主のJSCが定めた応募条件であり、決して彼女に非は無いともいわれた。
2015年10月に着工予定だったものの、同年7月17日、安倍晋三首相は建設計画の白紙撤回を決断。都倉俊一を座長とする、「有識者会議」の下部組織である「施設利活用（文化）グループ」には、NHKの石原真 もメンバーに加わっており、当日の『NHKニュース7』での岩田明子記者 の解説など、「内閣不支持率が支持率を上回った結果（の動き）」という見方もあった。彼女のデザインを推したコンペ審査委員長の安藤忠雄は前日の会見で、建設費まで視野に入れる義務はなかったし、2,520億円（7月7日の最終試算額）に驚いたと述べていた。
7月28日にザハ事務所は、建設費高騰を「デザインそのもの」が原因とした菅義偉官房長官の見解 等への反論声明 を改めて発表。また、鉄骨ボックス構造でない低コストの新案 にて、建設に関与し続けたいアピールもした。その後、2013年の時点で小規模案への変更提案を検討していたことも明かし、特徴でもある2本のキールアーチの有用性も示した 約23分間の解説動画 と91枚のPDF資料 を公表した。8月14日に公表された条件を大きく変えた再コンペには日建設計と組んで参加する計画だったが、今回は「デザインビルド方式」で、組む施工者が見つからず応募（9月18日締切）を断念した。隈研吾のA案採用が決定した12月22日には、座席などの内部が「我々のデザインに驚くほど似ている」とコメントし、知的財産権を主張した（もう一方のB案で敗れた伊東豊雄も柱割りなどの類似性を指摘した）。年明けの1月14日にザハ事務所は、監修料の未納分を支払う代わりに著作権を譲るようというJSCからの要請を断り、書面を送付して著作権交渉を求めたことを明かした。
彼女の最初の案は、スロープが隣接の首都高や線路をまたぐスケールだったが、縮小後の案には、ダイナミズムの低下（槇文彦）、亀のような鈍重な姿（旧知の磯崎新） との声があった。一方で、竹中工務店出身の吉田研介 や「ザハ流の3次元設計」を高評価する藤村龍至 らの建築家や、作家の岩崎夏海 や経済アナリストの森永卓郎 やタレントのDAIGO など、惜しむ意見もあった。リカルド・トッサーニは、日本の建築家による木造建築を想起させる新デザイン（A案・B案）を「妥協案」と評し、ザハ案のほうが未来への方向性が見られたとコメントした。なお、NHKが2015年8月に単独インタビューを実現したが、多忙のため、ほぼ事務所のジム・ヘベリン がマスコミ対応などをしてきた。

### その他
1990年に札幌のmoon soon(ムーンスーン)レストランの内装を手掛けている。同年の大阪の国際花と緑の博覧会では他の脱構築主義建築家と共に庭園などにある装飾用の建物のフォリーを手がけている。

### 個展
2014年10月18日から12月23日にかけて、東京オペラシティにおいて日本初の大規模個展を開催した。

## 設計思想
ロシア構成主義の建築や美術の強い影響を受け、コンセプチュアルで空想的なものを現実空間に出現させ、見学・利用者に驚きを与えている。かつては、同じく脱構築主義者であるダニエル・リベスキンド同様に、実際の建築作品ではなく、建築思想の提唱者として、また過激なコンセプトを示した図面の製作者としてもっぱら知られていた。
無数の道路やパイプのようなラインがゆるやかに折れ曲がり交差し重なり合いながら高速で流れるイメージや、近未来的で巨大な有機体状の構造物などを描いたドローイングを特徴とする。
金田充弘（2012年当時アラップ東京事務所に在籍していた構造エンジニア）によると、「形へのこだわりはもとより、建築とファサードの融合が非常に大切」としているという。
ロンドン事務所（2015年7月現在）は古風なレンガ造りの外観となっている。東京（千代田区）にも事務所を持つ（2015年7月現在）。

## 作品
| 名称                                                         | 年   | 所在地                       | 国/地域          | 備考                                                                  |
| ------------------------------------------------------------ | ---- | ---------------------------- | ---------------- | --------------------------------------------------------------------- |
| ザ・ピーク                                                   | 1983 | 香港                         | 香港             | 実現せず                                                              |
| ムーン・スーン（内装）                                       | 1990 | 北海道札幌市                 | 日本             | 現存せず                                                              |
| 国際花と緑の博覧会（EXPO'90）のフォリー                      | 1990 | 大阪府                       | 日本             |                                                                       |
| ヴィトラ社工場・消防ステーション                             | 1993 | ヴェイル・アム・ライン       | ドイツ           |                                                                       |
| IBA集合住宅                                                  | 1993 | ベルリン                     | ドイツ           |                                                                       |
| カーディフベイ・オペラハウス                                 | 1995 | カーディフ                   | イギリス         | 実現せず                                                              |
| サーペンタイン・ギャラリー・パビリオン                       | 2000 | ロンドン                     | イギリス         |                                                                       |
| ストラスブール路面電車ターミナルと駐車場                     | 2001 | ストラスブール               | フランス         |                                                                       |
| ベルクイーゼルシャンツェ                                     | 2002 | インスブルック               | オーストリア     |                                                                       |
| ローゼンタール現代美術センター                               | 2003 | オハイオ州シンシナティ       | アメリカ合衆国   |                                                                       |
| ファエノ科学センター                                         | 2005 | ヴォルフスブルク             | ドイツ           |                                                                       |
| BMWライプツィヒ工場セントラル・ビルディング                  | 2005 | ライプツィヒ                 | ドイツ           |                                                                       |
| オードロップゴー美術館増築                                   | 2005 | コペンハーゲン               | デンマーク       |                                                                       |
| マギーがん福祉センター                                       | 2006 | カーコーディ                 | イギリス         |                                                                       |
| ノルドパーク・ケーブル駅                                     | 2007 | インスブルック               | オーストリア     |                                                                       |
| サラゴサ国際博覧会ブリッジ・パヴィリオン                     | 2008 | サラゴサ                     | スペイン         |                                                                       |
| ニール・バレット青山店（内装）                               | 2008 | 東京都港区                   | 日本             | 現存せず                                                              |
| トゥール・CMA CGM                                            | 2010 | マルセイユ                   | フランス         |                                                                       |
| MAXXI 国立21世紀美術館                                       | 2010 | ローマ                       | イタリア         |                                                                       |
| 広州大劇院                                                   | 2010 | 広州                         | 中華人民共和国   |                                                                       |
| エヴリン・グレース・アカデミー                               | 2010 | ロンドン                     | イギリス         |                                                                       |
| シェイク・ザイード橋                                         | 2010 | アブダビ                     | アラブ首長国連邦 |                                                                       |
| アクアティクス・センター                                     | 2011 | ロンドン                     | イギリス         |                                                                       |
| リバーサイド博物館                                           | 2011 | グラスゴー                   | イギリス         |                                                                       |
| ヘイダル・アリエフ文化センター                               | 2012 | バクー                       | アゼルバイジャン |                                                                       |
| ピエールヴィーヴ                                             | 2012 | モンペリエ                   | フランス         |                                                                       |
| エリ&エディス・ブロード美術館                                | 2012 | ミシガン州イーストランシング | アメリカ合衆国   |                                                                       |
| 銀河SOHO                                                     | 2012 | 北京                         | 中華人民共和国   |                                                                       |
| ウィーン経済大学ラーニングセンター                           | 2013 | ウィーン                     | オーストリア     |                                                                       |
| サーペンタイン・サックラー・ギャラリー                       | 2013 | ロンドン                     | イギリス         |                                                                       |
| 香港工科大学ジョッキー・クラブ・イノヴェーション・タワー     | 2013 | 香港                         | 香港             |                                                                       |
| ベイルート・アメリカン大学イッサム・ファレス研究所           | 2014 | ベイルート                   | レバノン         |                                                                       |
| 東大門デザインプラザ（DDP）                                  | 2014 | ソウル                       | 韓国             |                                                                       |
| 望京SOHO                                                     | 2014 | 北京                         | 中華人民共和国   |                                                                       |
| オックスフォード大学セント・アントニー・カレッジ中東センター | 2015 | オックスフォード             | イギリス         |                                                                       |
| メスナー山岳博物館・コロネス                                 | 2015 | プラン・デ・コロネス         | イタリア         |                                                                       |
| サレルノ・フェリー・ターミナル                               | 2016 | サレルノ                     | イタリア         |                                                                       |
| アントワープ港湾局                                           | 2016 | アントワープ                 | ベルギー         | 北緯51度14分25.8秒 東経4度24分26.7秒 / 北緯51.240500度 東経4.407417度 |
| ナポリ・アフラゴーラ駅                                       | 2017 | ナポリ                       | イタリア         |                                                                       |
| キャピタル・ヒル・レジデンス                                 | 2018 | モスクワ                     | ロシア           |                                                                       |
| ワンサウザンド・ミュージアム                                 | 2019 | マイアミ                     | アメリカ合衆国   |                                                                       |
| アル・ジャヌーブ・スタジアム                                 | 2019 | アル・ワクラ                 | カタール         |                                                                       |
| 北京大興国際空港ターミナルビル                               | 2019 | 北京                         | 中華人民共和国   |                                                                       |
| 淡江大橋                                                     |      | 新北                         | 中華民国(台湾)   | 橋本体部分2019年3月起工予定                                           |

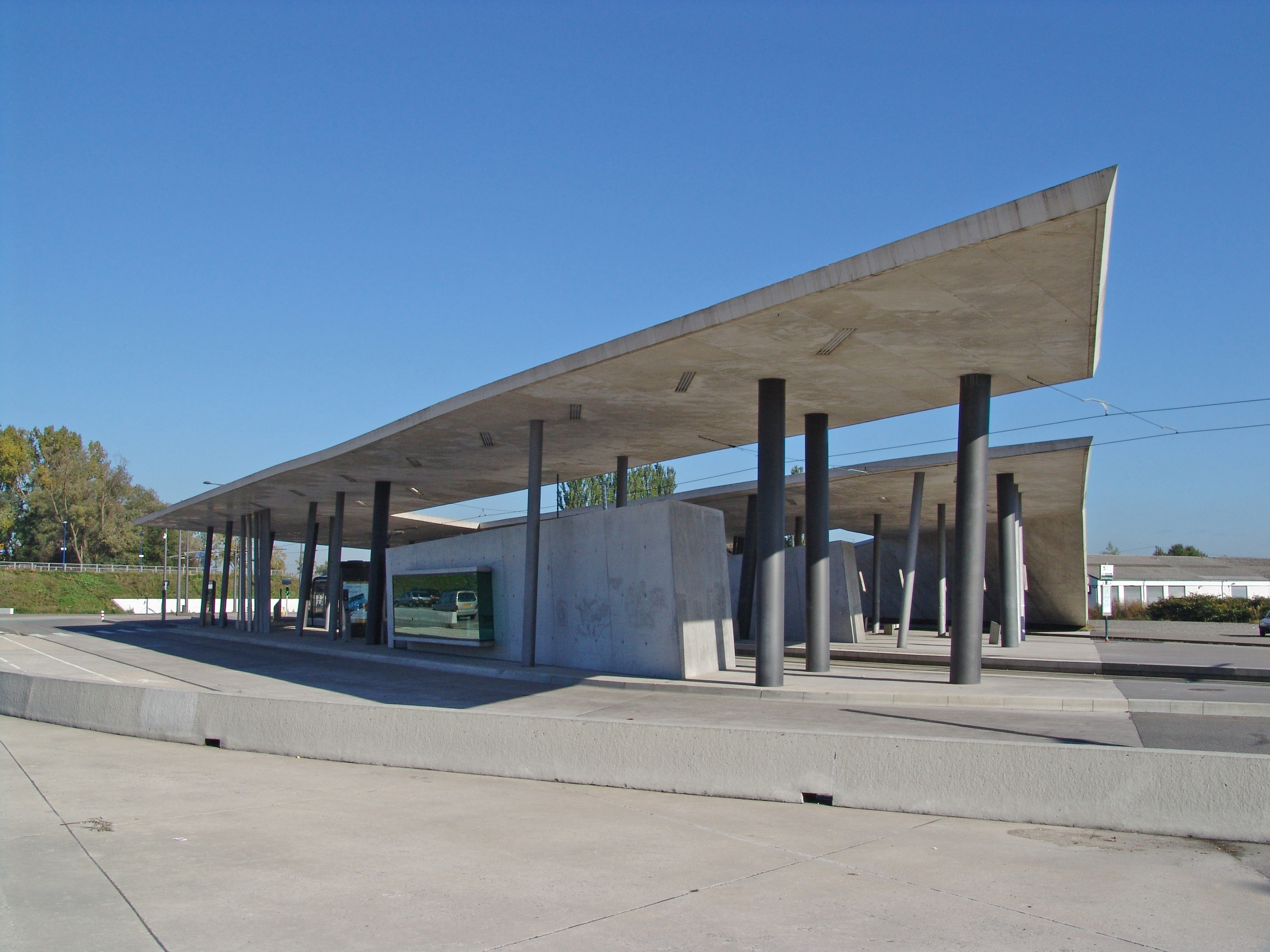
ストラスブール路面電車ターミナルと駐車場
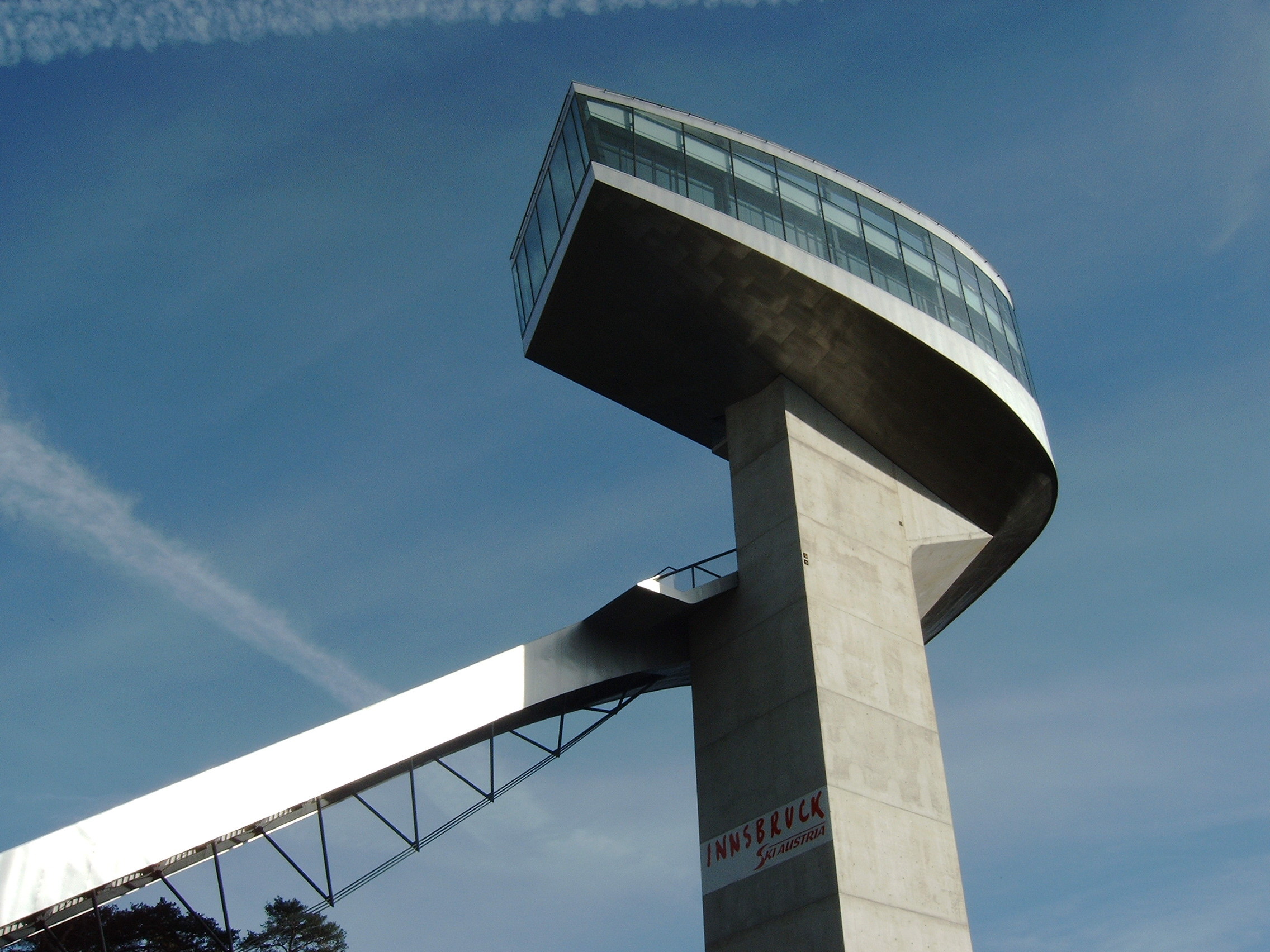
インスブルックのベルクイーゼルシャンツェのスキージャンプ台
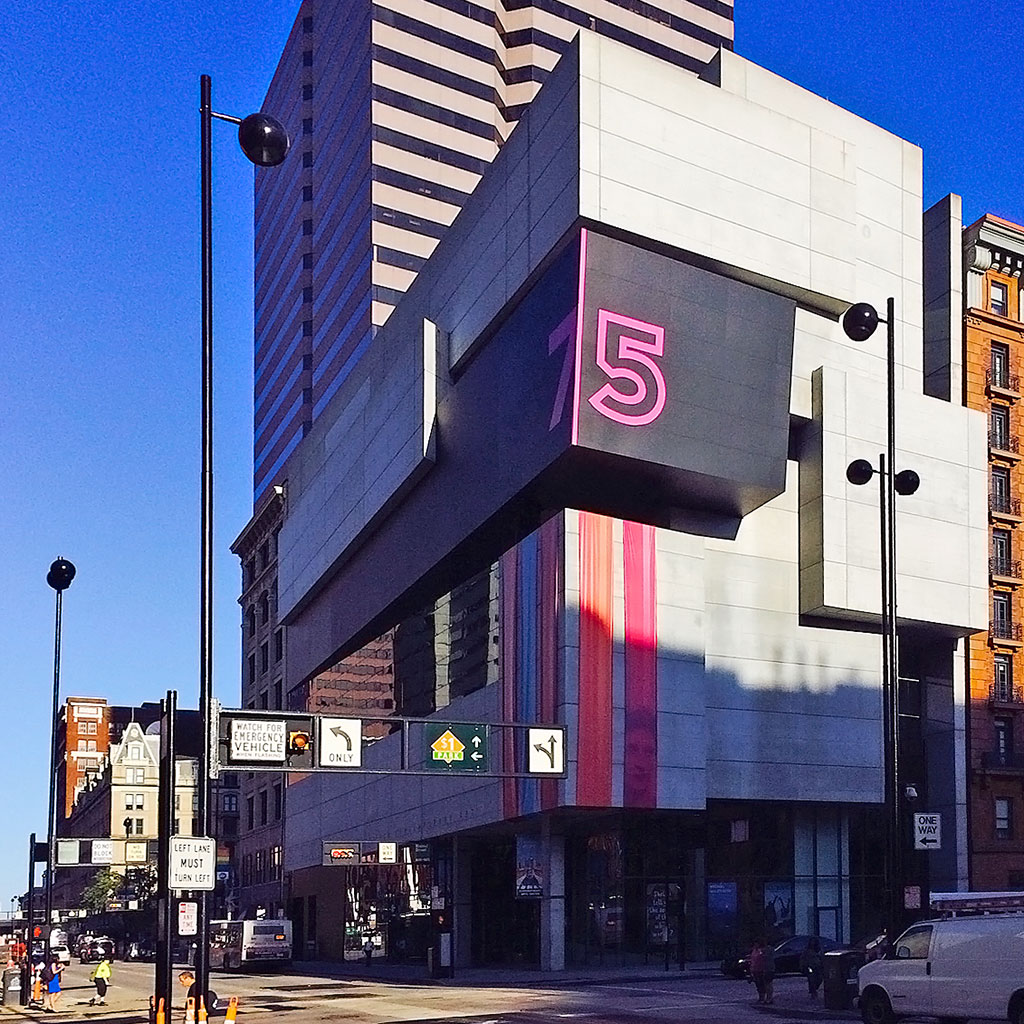
ローゼンタール現代美術センター
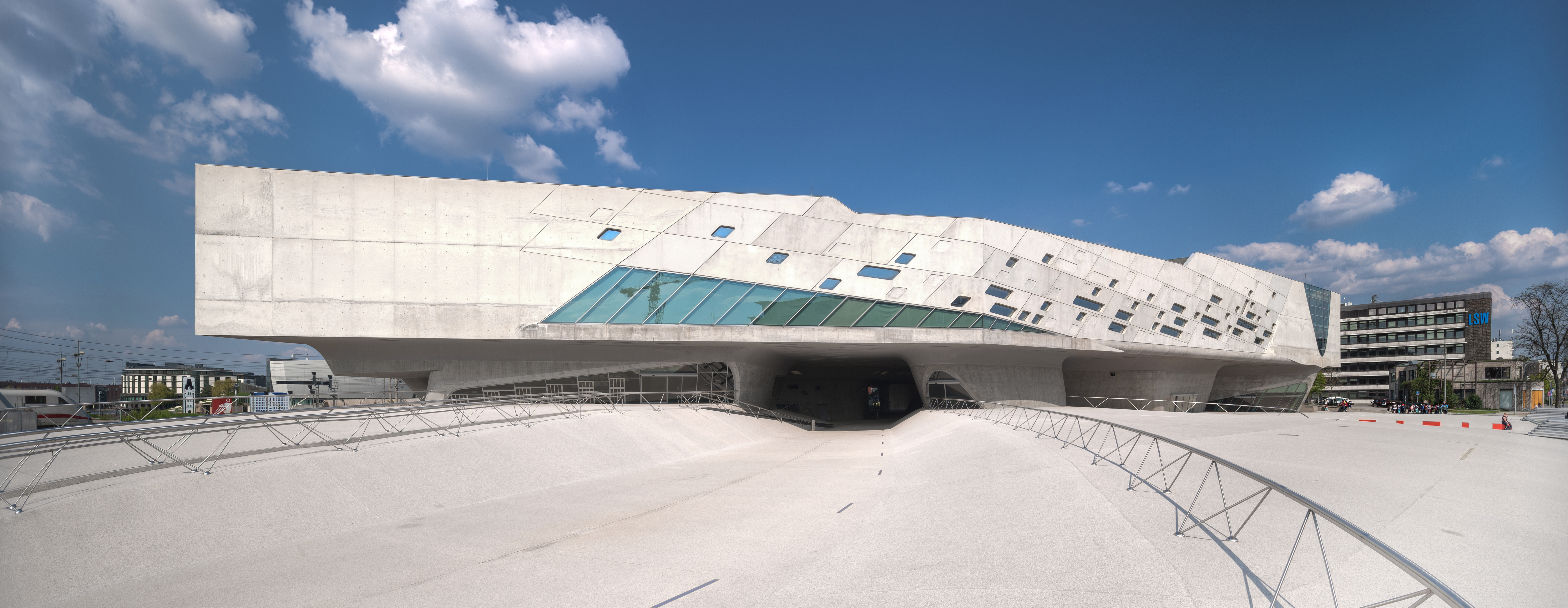
ファエノ科学センター
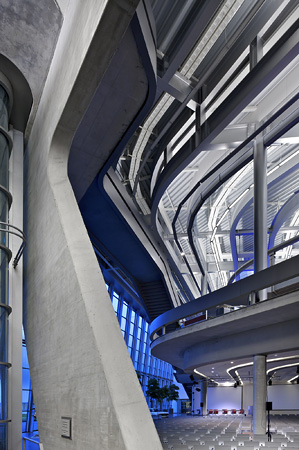
BMWライプツィヒ工場セントラルビルディング
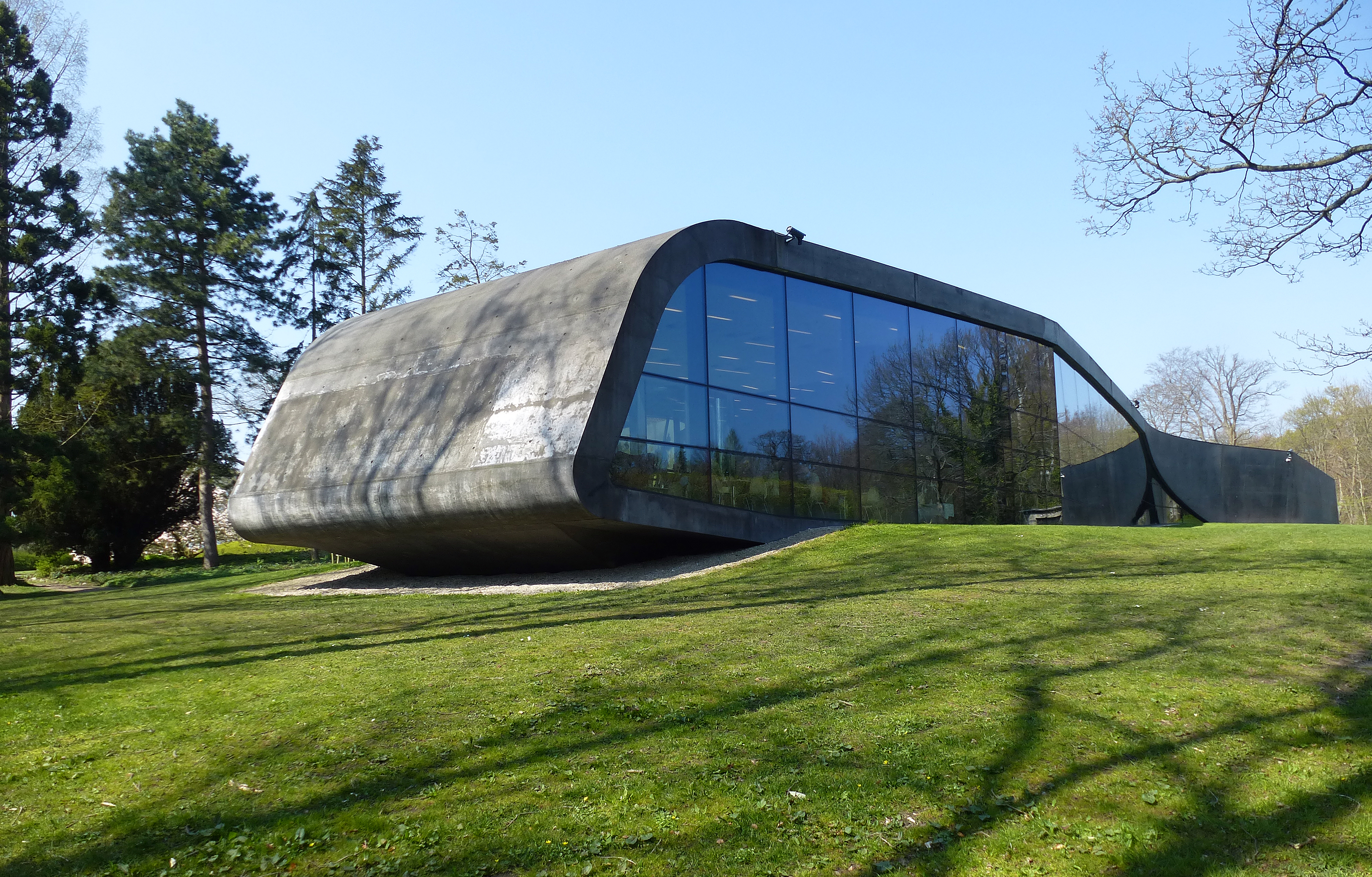
オードロップゴー美術館増築
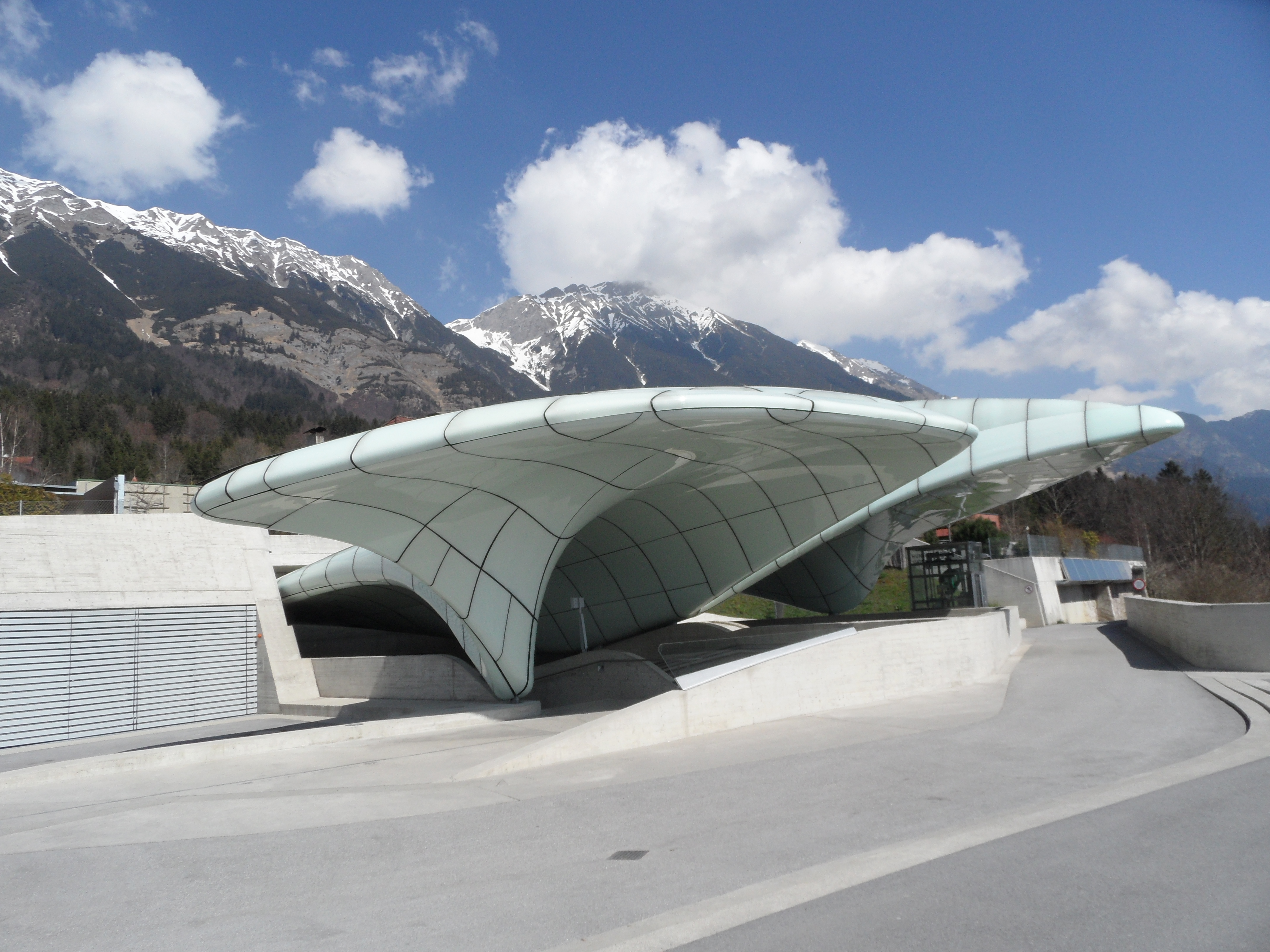
ノルドパーク・ケーブル駅　オーストリア
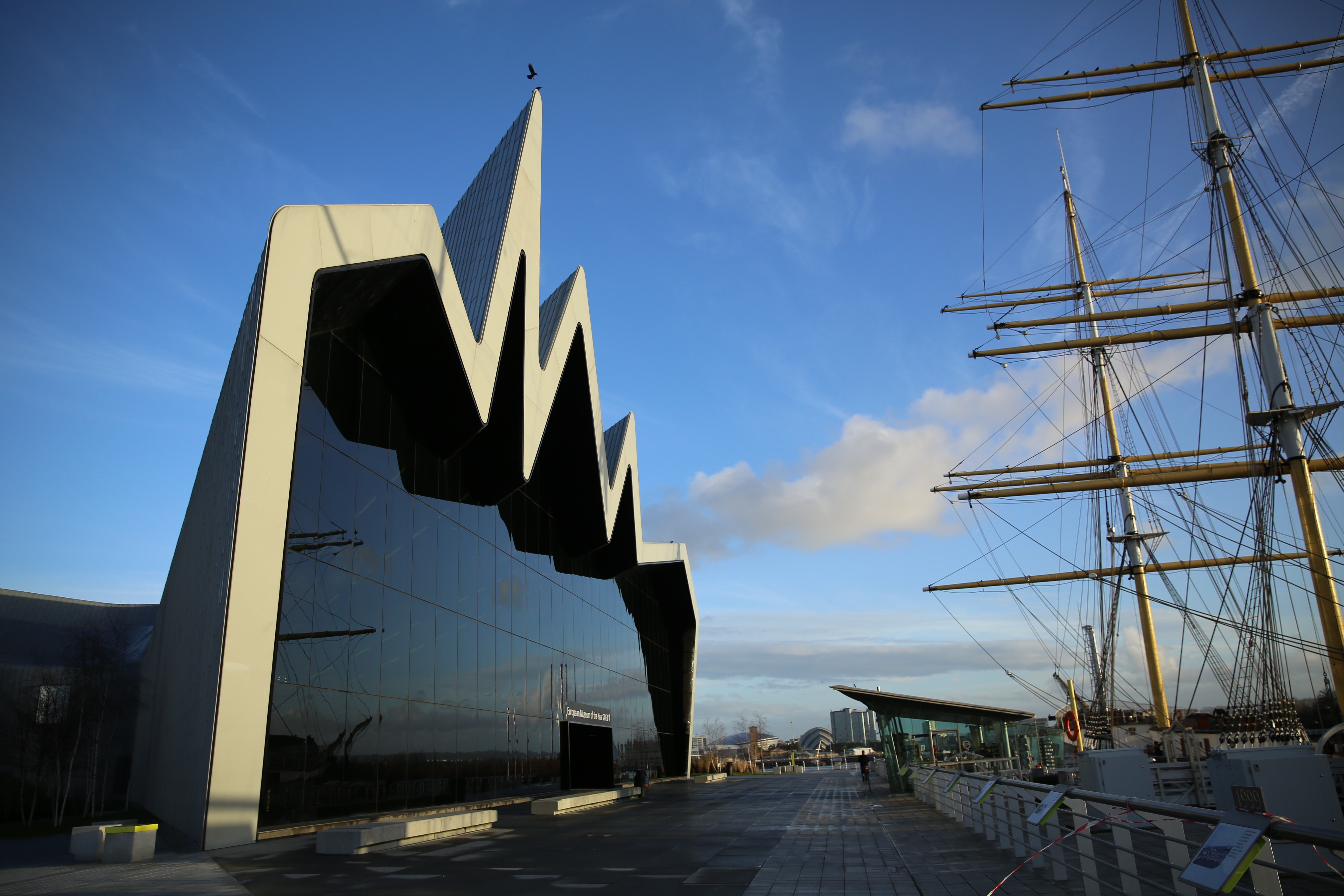
リバーサイド博物館
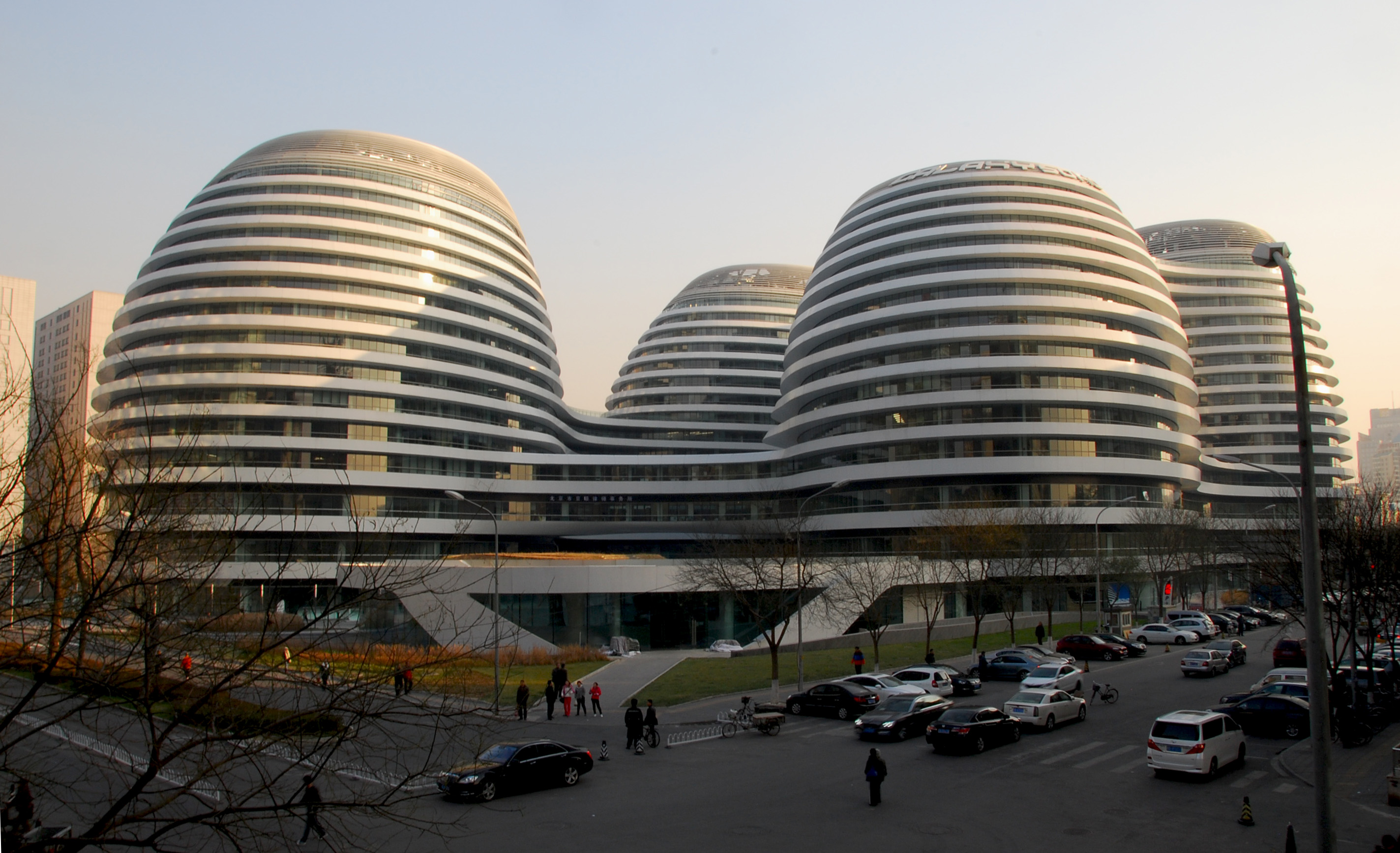
北京・銀河SOHO
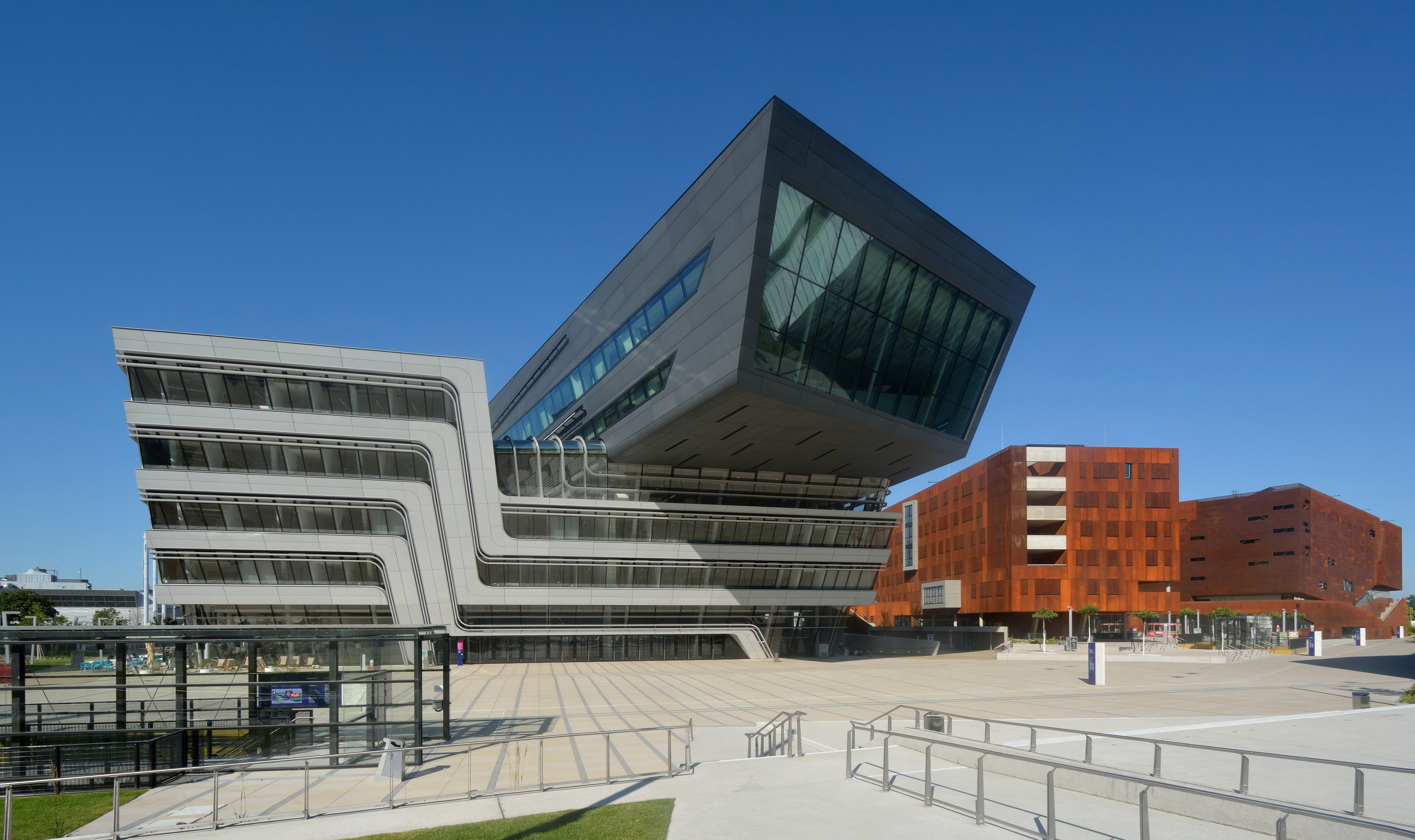
ウイーン経済大学 (WU) 新キャンパス
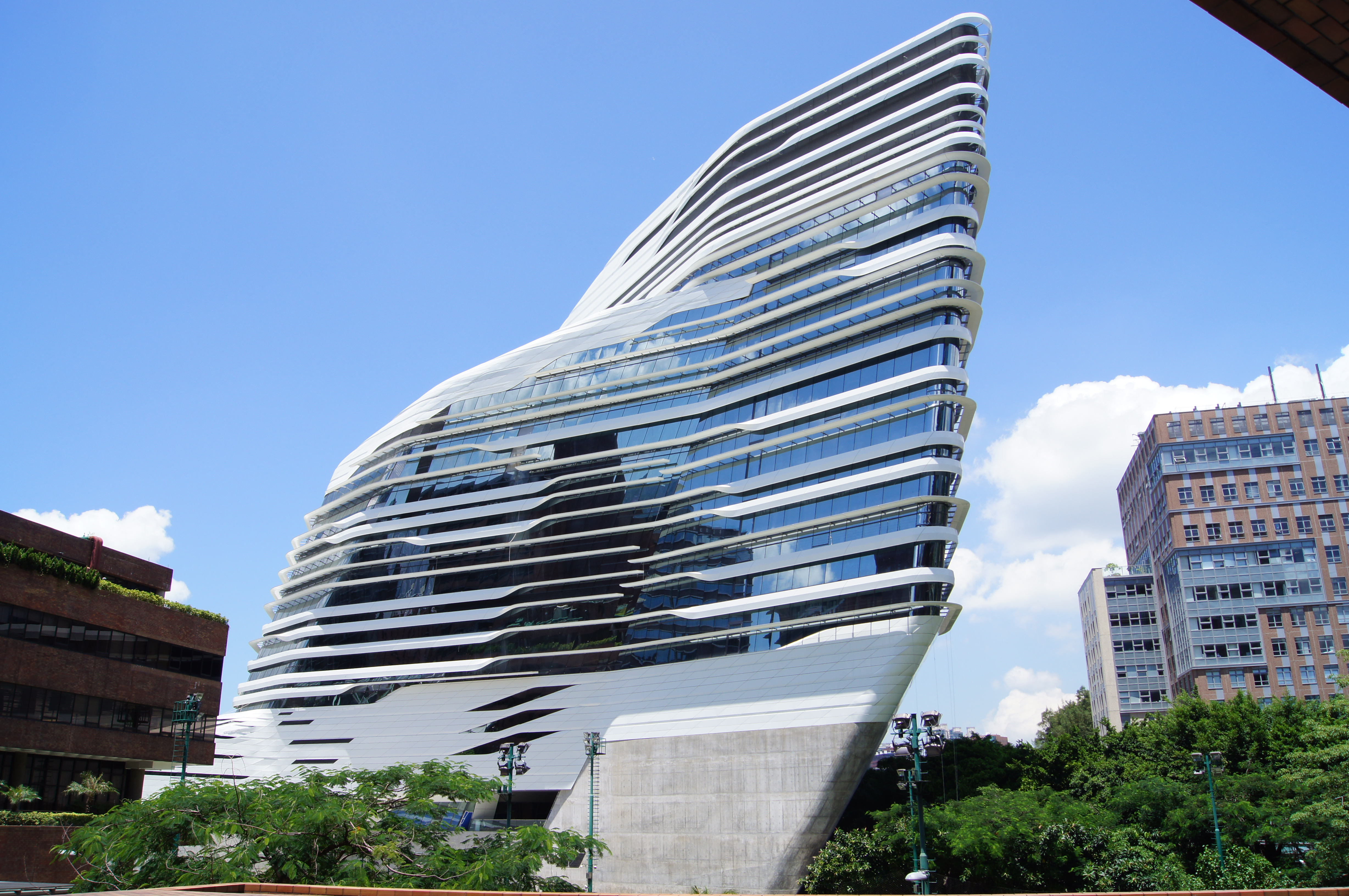
香港理工大学ジョッキー・クラブ・イノベーション・タワー
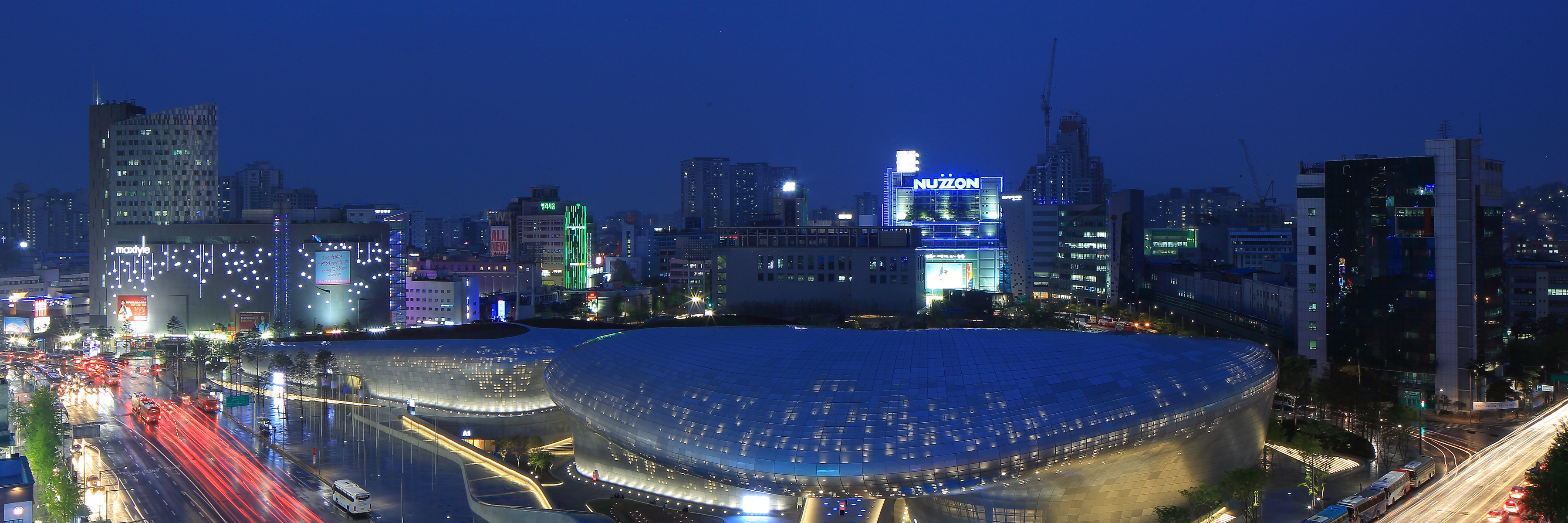
東大門デザインプラザ
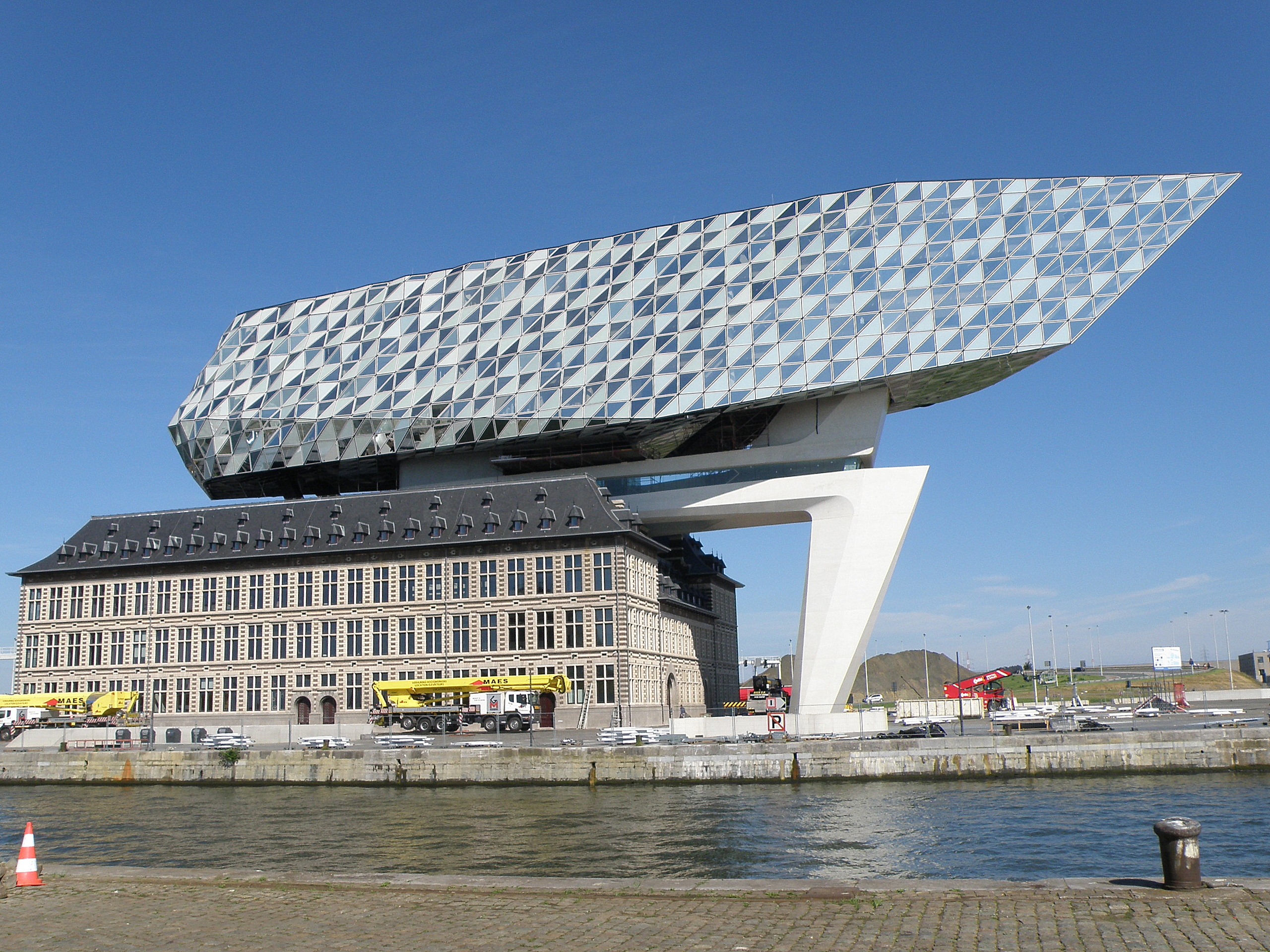
アントワープ港湾局
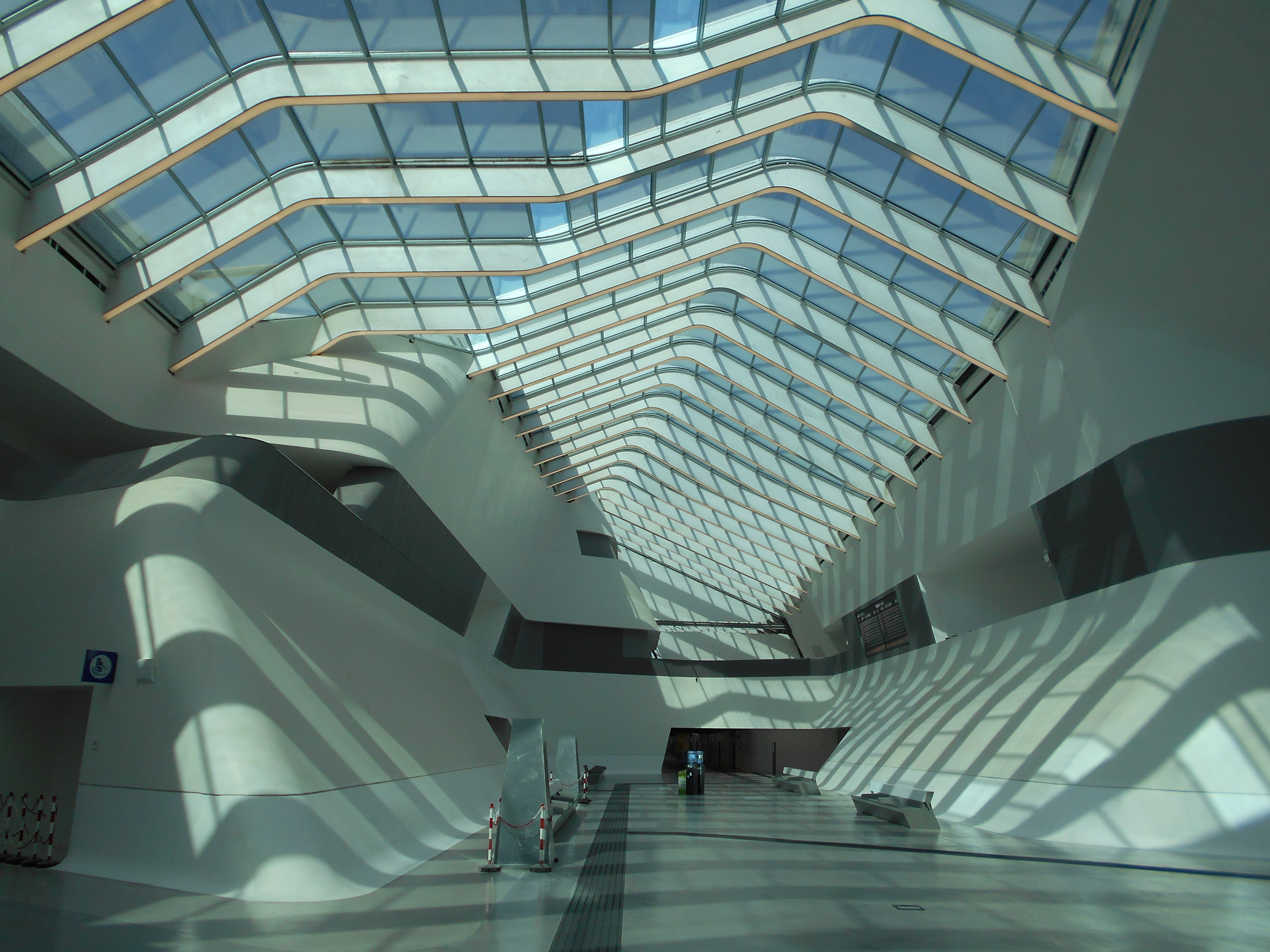
ナポリ・アフラゴーラ駅

## 受賞・受章歴
- 2002年 - 大英帝国勲章 コマンダー (CBE)
- 2004年 - プリツカー賞
- 2009年 - 高松宮殿下記念世界文化賞
- 2010年 - RIBAスターリング賞（国立21世紀美術館 (MAXXI) による）
- 2011年 - RIBAスターリング賞（エヴリン・グレース・アカデミーによる）
- 2012年 - 大英帝国勲章 デイム・コマンダー (DBE)
- 2016年 - RIBAゴールドメダル[95]（女性初[96]）

## 出演
- YouTube 「Zaha Hadid Talking About Challenges of Architecture」2010年4月5日
- YouTube 「Zaha Hadid auf arte Metropolis vom 13.09.2008」2008年10月4日